# Lợn Thuộc Nhiêu

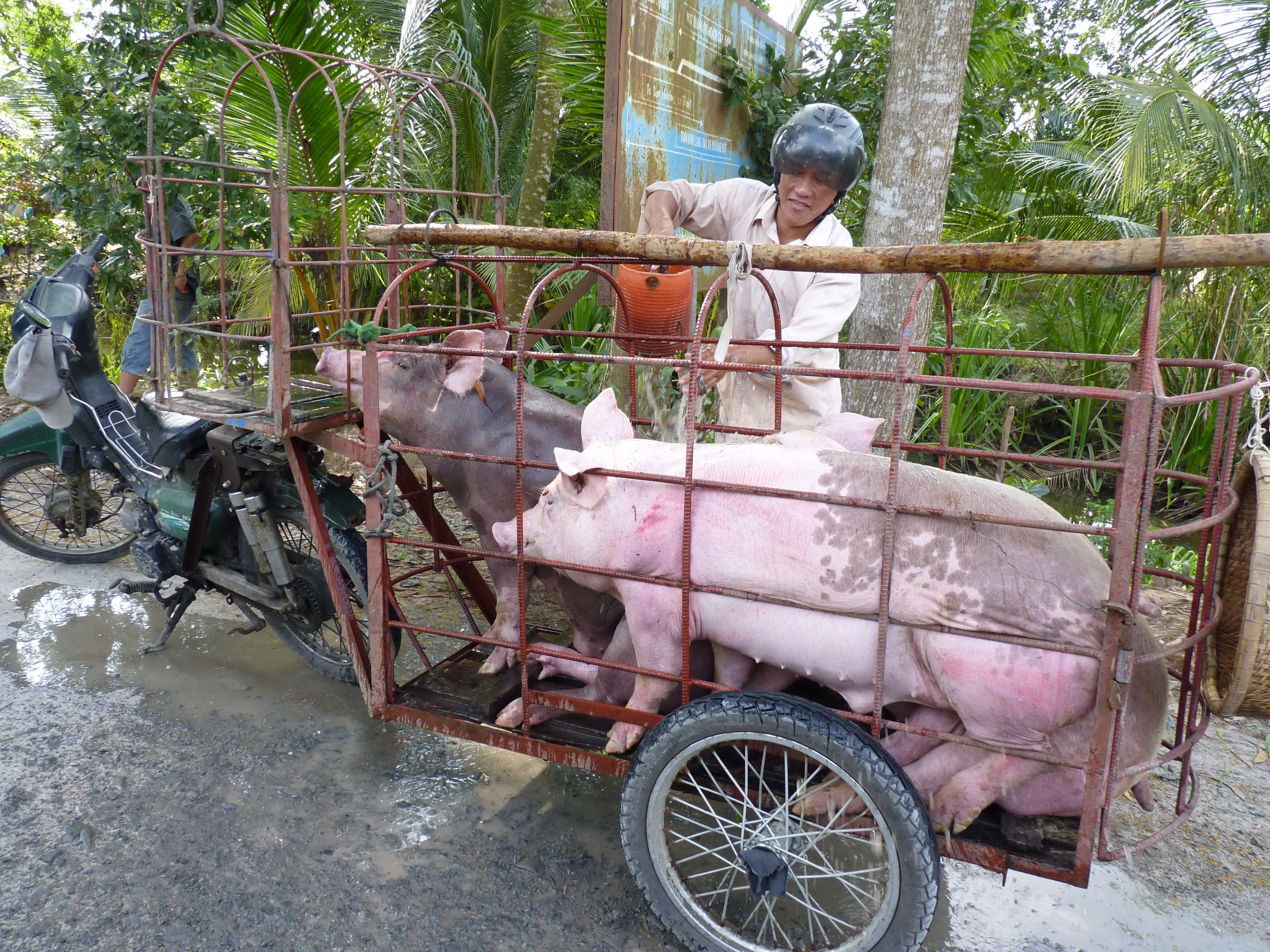
Lợn ở Bình Phú, Cai Lậy, Tiền Giang

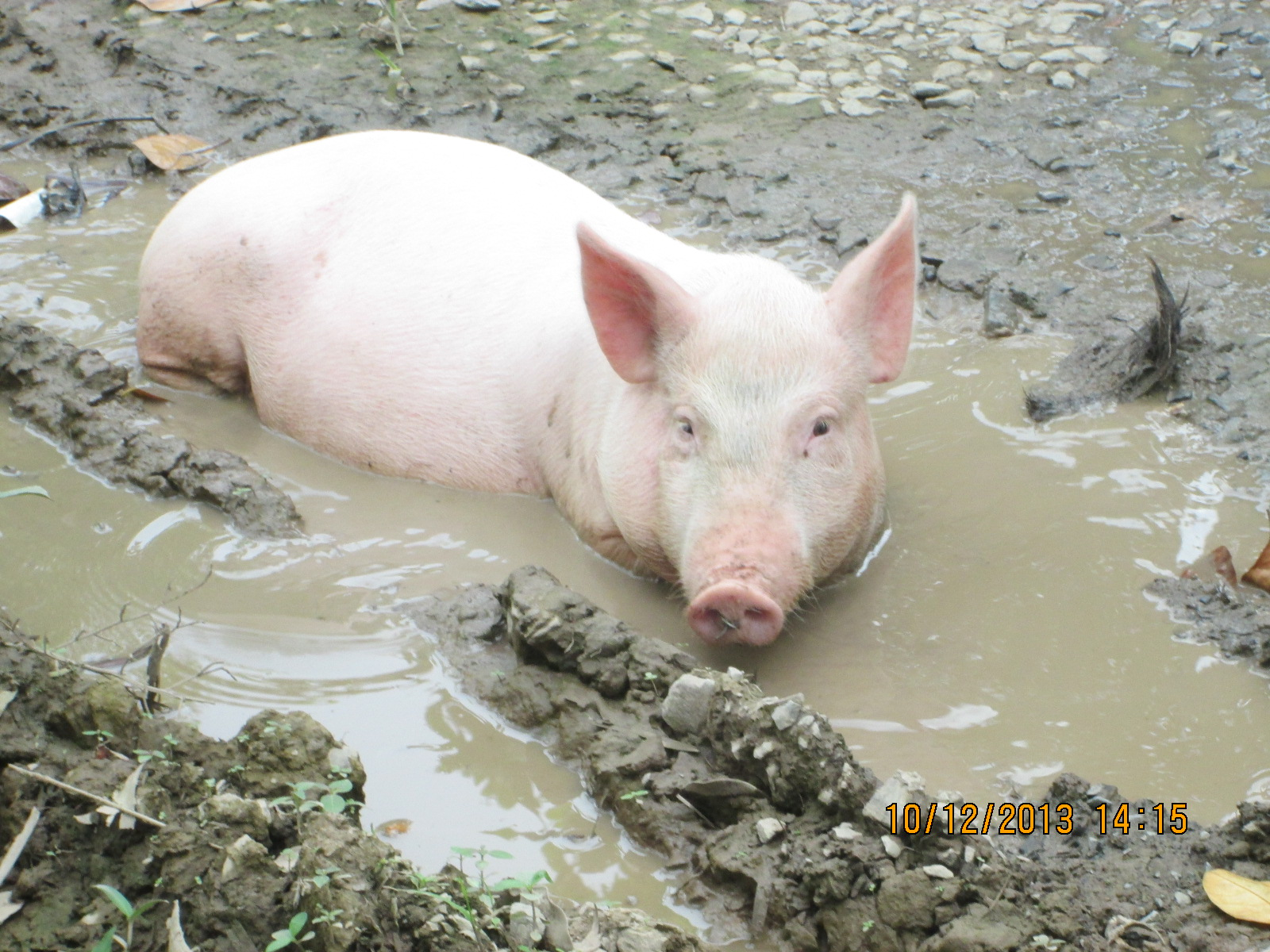
Lợn Thuộc Nhiêu ở Bến Tre

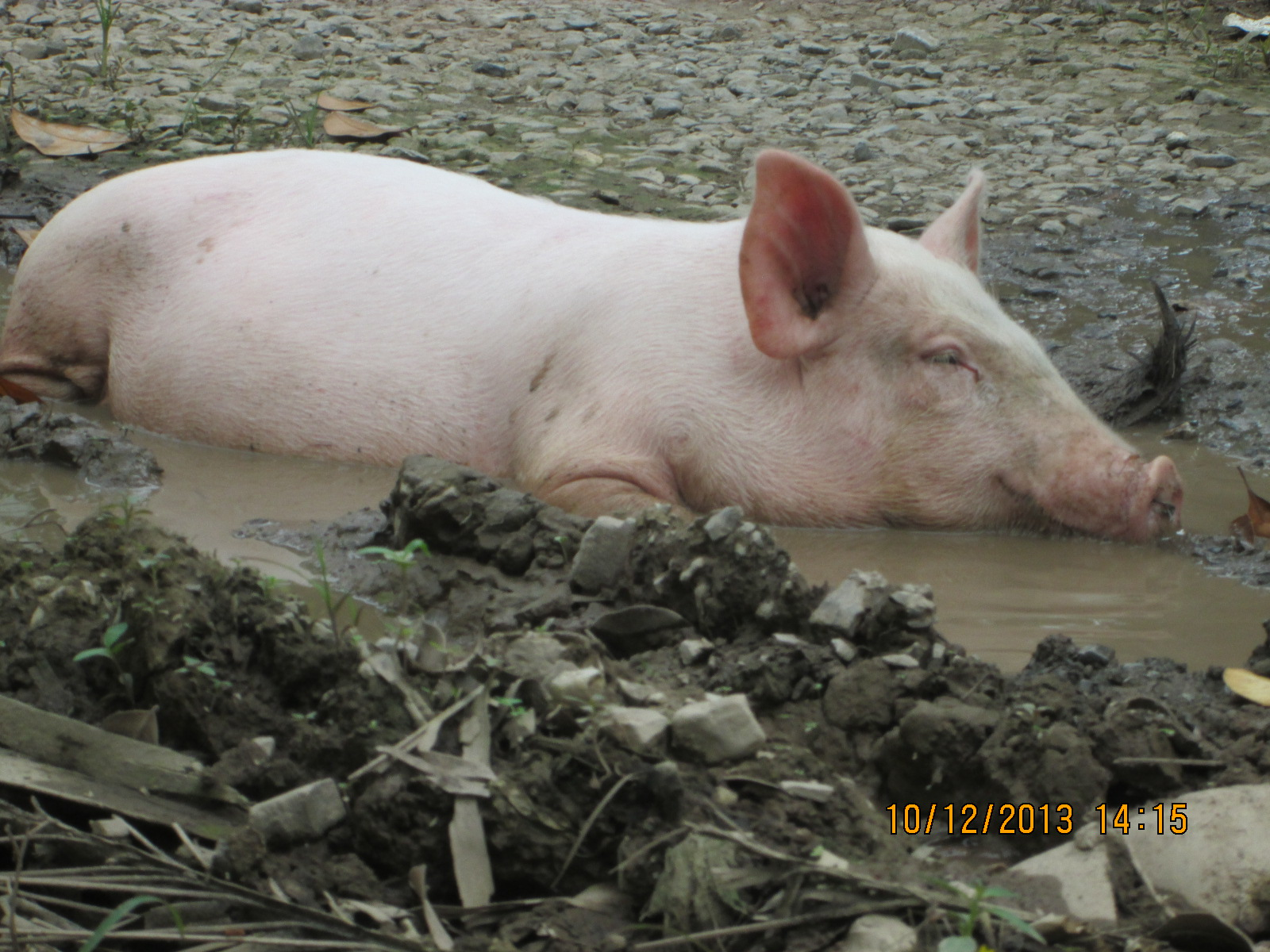
Một con lợn Thuộc Nhiêu ở Bến Tre

Lợn Thuộc Nhiêu là một giống lợn lai có nguồn gốc từ Việt Nam. Đây là con lai giữa lợn Bồ Xụ và lợn Yorkshire ở vùng Thuộc Nhiêu, huyện Châu Thành và Cai Lậy, tỉnh Tiền Giang. Chúng nhóm lợn trắng lai, hình thành từ 1930 gồm nhiều máu lợn ngoại và địa phương, trong đó có máu của lợn Yorkshire. Chúng được phát triển rộng ở miền Đông Nam Bộ, và ở các tỉnh vùng nước ngọt đồng bằng sông Cửu Long.

## Hướng phát triển

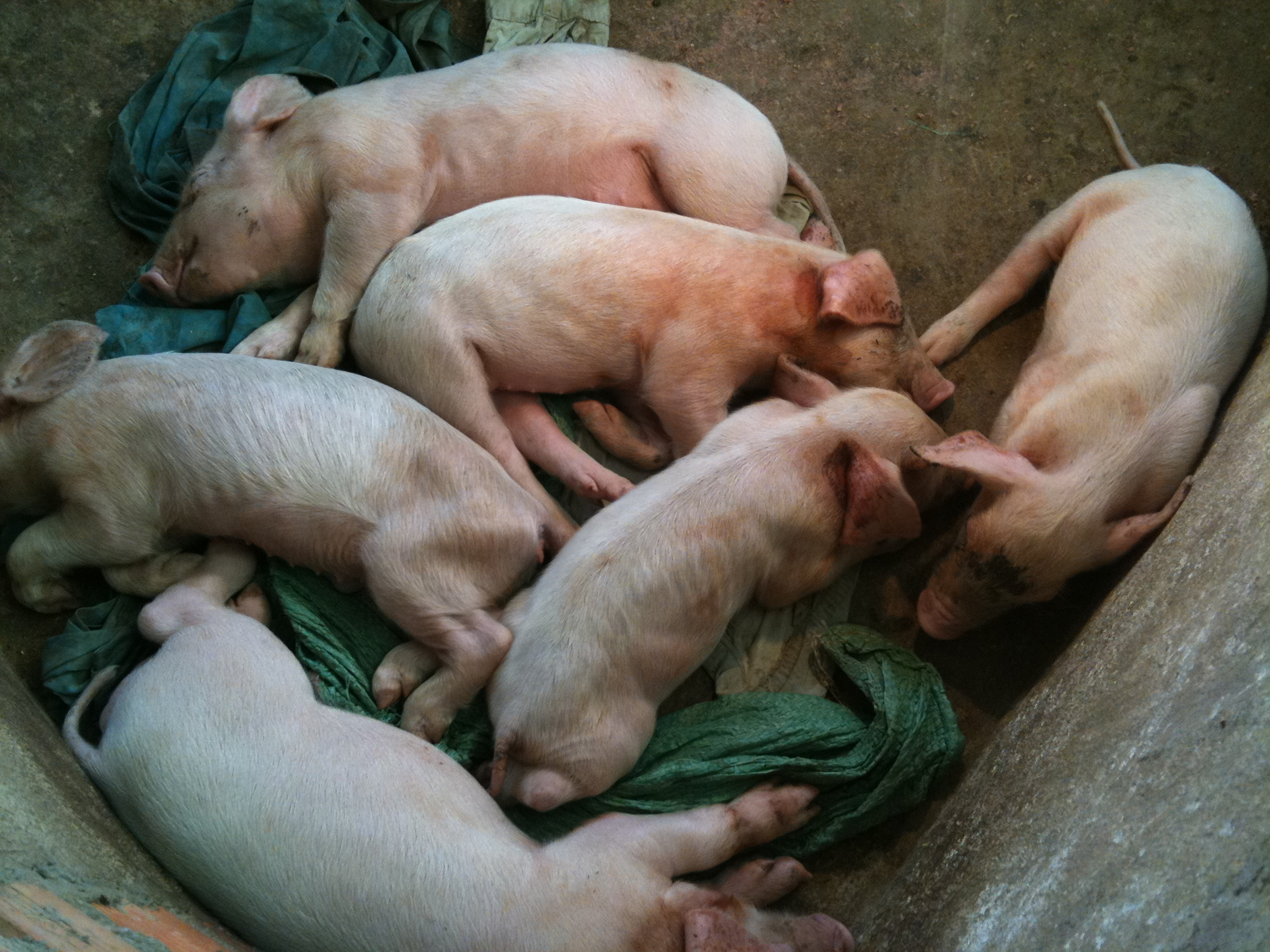
Lợn Thuộc Nhiêu ở Cần Thơ